# Protoribates dentatus
Protoribates dentatus är en kvalsterart som först beskrevs av Berlese 1883.  Protoribates dentatus ingår i släktet Protoribates och familjen Protoribatidae. Inga underarter finns listade i Catalogue of Life.